# Пельский, Пётр Афанасьевич
Пётр Афана́сьевич Пе́льский (1763 или 1765 — 13 мая 1803) — русский писатель, переводчик и цензор.

## Биография
Родился в 1763 или 1765 году.
Учился в Московском университете. Будучи студентом участвовал в журнале «Вечерняя заря» (1782), издававшемся Новиковым; Пельский значится в списке студентов — сотрудников журнала, опубликованном в январском номере за 1782 год: «И как сотрудники онаго (журнала) Императорскаго Московскаго Университета Питомцы, упражняющиеся в науках: то мы, дабы возблагодарить им, за наилучшее почли, объявить имена ихъ почтеннейшей Публике; и тем возбудить толь благородныя их души к большим подвигам в пространном поле учености и просвещения. Трудящиеся в издании онаго журнала: Студенты, Михайло Иванович Антоновский, Лев Максимович Максимович, Лаврентий Яковлевич Давыдовский, Петр Петрович Брауншвейг, Андрей Васильевич Могилянский, Иван Андреевич Фабиан, Федор Львович Тимонович, Александр Федорович Лабзин, Петр Афанасьевич Пельской».
За успехи в учёбе Пельский неоднократно отмечался в официальных актах (Московские ведомости. — 1780, 8 июля. — № 55; Московские ведомости. — 1781, 2 октября. — № 79. Прибавление). Позже печатал свои сочинения в журналах «Полезное и приятное препровождение времени» в 1795 году и альманахе «Аониды» в 1796—1799 гг. В это время Пельский был дружен с Н. М. Карамзиным, который в письме от 2 февраля 1796 года рекомендовал его И. И. Дмитриеву как «очень умного и хорошего человека».
В письме Дмитриеву от 12 февраля 1802 года Карамзин сообщал: «Жена его умерла родами. Он со всех сторон несчастлив и всякий день должен бояться своих заимодавцев». Чтобы поправить дела, в эти годы он издает очень много, предположительно, уже готовых переводов.
В 1802 году в переводе Пельского была напечатана «маленькая поэма в прозе» Жан-Жака Руссо «Ефраимский левит» («Le levite d' Ephraim», 1762; опубликована после смерти автора в 1781 году). Перевод был издан анонимно отдельной брошюрой и не вызвал никаких откликов. Эту поэму в 1806 году переведёт также В. А. Жуковский. По характеристике современного историка литературы, «перевод Пельского более точен; стиль архаизирован с целью передать присущую оригиналу „древнюю простоту“. Библейские имена и названия Пельский транслитерирует с французского, что свидетельствует если не о небрежности, то о плохом знакомстве с Библией, и подтверждает его репутацию вольтерьянца».
Вышедшая в его переводе книга «Кум Матьё» Дюлорана была конфискована по приказанию военного губернатора графа И. П. Салтыкова. Это обстоятельство, по свидетельству биографа, послужило причиной преждевременной кончины переводчика. Он умер в чине коллежского асессора 13 (25) мая 1803 года и похоронен в Донском монастыре.
Московский гражданский губернатор П. Аршеневский, разрешивший продажу книги, в рапорте от 25 октября 1803 года оправдывался, что роман «относится к числу забавных сочинений, как-то Жилблаза», что «относительно нашей религии» он там ничего не нашёл и не счёл нужным проверять перевод.
По смерти Пельского было издано собрание его мелких сочинений, переводов и подражаний под заглавием «Мое кое-что, или Сборник мелких сочинений и переводов в стихах и прозе» (М., 1803; с силуэтом автора), включавший «Песни» (помимо ранее публиковавшихся вошли и некоторые новые), прозаические «Подражания некоторым латинским стихотворцам» (в частности, Ж. Бонфуа), перевод «Мадагаскарских песен» Э.-Д. Парни и «Писем к Саре» Ж.-Ж. Руссо с приложением силуэта автора и стихов на кончину его Николая Карамзина («Стихи на скоропостижную смерть Петра Афанасьевича Пельского»).

## Переводы
- Эрмитажный театр Великия Екатерины. – М., 1802.
- Ефраимский левит, поэма Ж. Ж. Руссо. – М., 1803.
- Адель де Сенанж, роман графини де Флаго, впоследствии баронессы Сузы, 2 ч. – М., 1803.
- Дюлоран. Кум Матвей. 4 части. – М., 1803.